# Kanton Beynat
Beynat is een voormalig kanton van het Franse departement Corrèze. Het kanton maakte deel uit van het arrondissement Brive-la-Gaillarde. Het werd opgeheven bij decreet van 24 februari 2014, met uitwerking op 22 maart 2015. Alle gemeenten werden opgenomen in het nieuwe kanton Midi Corrézien.

## Gemeenten
Het kanton Beynat omvatte de volgende gemeenten:
- Albignac
- Aubazine
- Beynat (hoofdplaats)
- Lanteuil
- Palazinges
- Le Pescher
- Sérilhac